# 어둠 속의 외침 (영화)
《어둠 속의 외침》(영어: Evil Angels, 오스트레일리아와 뉴질랜드 이외 지역에서는 영어: A Cry in the Dark)은 오스트레일리아와 미국에서 제작된 프레드 스켑시 감독의 1988년 드라마 영화이다. 존 브라이슨이 1985년에 펴낸 동명 책이 원작이며, 1980년 8월 울루루 인근 캠프장에서 생후 9주가 된 여아가 실종된 후 그 부모가 본인들의 무고를 입증해야만 했던 실제 사건에 기반하였다. 메릴 스트리프, 샘 닐 등이 출연하였고, 베리티 램버트 등이 제작에 참여하였다. 

## 출연진
- 메릴 스트리프
- 샘 닐
- 브루스 마일스
- 찰스 팅궐
- 닉 테이트
- 루이스 피츠제럴드
- 도러시 앨리슨
- 앨런 홉굿
- 샌디 고어
- 다비드 호플린

## 기타 제작진
- 라인 제작: 로이 스티븐스
- 배역: 론다 스켑시
- 미술: 웬디 딕슨, 조지 리들
- 의상: 브루스 핀리슨

## 같이 보기
- 오스트레일리아 영화